# Ярцевка (Могилёвская область)
Я́рцевка (бел. Ярцаўка) — деревня в составе Коптевского сельсовета Горецкого района Могилёвской области Республики Беларусь.

## Население
- 1999 год — 43 человека
- 2010 год — 16 человек